# Liste der „Spieler des Monats“ der Handball-Bundesliga
Die Liste der „Spieler des Monats“ der Handball-Bundesliga führt alle Spieler des Monats der Handball-Bundesliga und der 2. Handball-Bundesliga auf.

## Wahl
Die Wahl des „Spieler des Monats“ wird jeden Monat der Saison durchgeführt. Hierfür werden sieben Kandidaten aufgrund ihres HPI-Wertes ausgewählt. Dabei wird für jede Position der Spieler mit dem höchsten Durchschnittswert des Monats nominiert.
Die Fans wählen aus diesen Kandidaten ihren Favoriten, wodurch derjenige mit den meisten Stimmen gewinnt.

## Bundesliga

### Gewinner
In Klammern jeweils das Ergebnis der Abstimmung.
| Saison  | Monat          | Nat.        | Spieler                              | Verein                 | Kandidaten |
| ------- | -------------- | ----------- | ------------------------------------ | ---------------------- | --- |
| 2020/21 | Oktober        | Osterreich  | Robert Weber (28,2 %)                | HSG Nordhorn-Lingen    | Benjamin Burić (26,1 %), Jim Gottfridsson (17,2 %), Noah Beyer (14,2 %), Gedeón Guardiola (6,5 %), Christoffer Rambo (4,9 %), Michael Damgaard (2,9 %)                  |
| 2020/21 | November       | Island      | Viggó Kristjánsson (47,8 %)          | TVB Stuttgart          | Martin Hanne (41,5 %), Hendrik Pekeler (4,1 %), Mike Jensen (2,1 %), Marko Bezjak (2 %), Marcel Schiller (1,3 %), Timo Kastening (1 %)                                  |
| 2020/21 | Dezember       | Norwegen    | Sander Sagosen (35,5 %)              | THW Kiel               | Johannes Golla (15,4 %), Joel Birlehm (13,9 %), Harald Reinkind (11,4 %), Hampus Wanne (9,5 %), Linus Arnesson (8,5 %), Hans Lindberg (5,9 %)                           |
| 2020/21 | Februar        | Deutschland | Marcel Schiller (32,12 %)            | Frisch Auf Göppingen   | Philipp Weber (23,77 %), Anton Lindskog (15,65 %), Stefan Čavor (8,51 %), Andy Schmid (8,12 %), Timo Kastening (7,58 %), Mike Jensen (4,25 %)                           |
| 2020/21 | März           | Deutschland | Florian Billek (42,3 %)              | HSC Coburg             | Doruk Pehlivan (32,2 %), Patrick Wiencek (7,6 %), Hampus Wanne (7,1 %), Sander Sagosen (6,4 %), Ómar Ingi Magnússon (2,4 %), Jannick Green (2 %)                        |
| 2020/21 | April          | Schweden    | Jim Gottfridsson (32,5 %)            | SG Flensburg-Handewitt | Jonathan Carlsbogård (16,2 %), Marcel Schiller (14,9 %), Dejan Milosavljev (14,6 %), Ómar Ingi Magnússon (11,1 %), Anton Lindskog (8,1 %), Arnór Þór Gunnarsson (2,6 %) |
| 2020/21 | Mai            | Deutschland | Lucas Krzikalla (51,7 %)             | SC DHfK Leipzig        | Jim Gottfridsson (30,7 %), Martin Tomovski (9 %), Michael Damgaard (2,6 %), Ómar Ingi Magnússon (2,3 %), Jerry Tollbring (2 %), Maciej Gębala (1,7 %)                   |
| 2020/21 | Juni           | Deutschland | Vincent Büchner (59 %)               | TSV Hannover-Burgdorf  | Jim Gottfridsson (26 %), Tobias Thulin (7,1 %), Jonathan Carlsbogård (2,9 %), Hans Lindberg (2 %), Fabian Wiede (1,6 %), Gedeón Guardiola (1,4 %)                       |
| 2020/21 | Gesamte Saison | Schweden    | Jim Gottfridsson (35 %)              | SG Flensburg-Handewitt | Sander Sagosen (20 %), Ómar Ingi Magnússon (19 %), Andreas Palicka (10 %), Niclas Ekberg (8 %), Marcel Schiller (5 %), Anton Lindskog (4 %)                             |
| 2021/22 | September      | Schweden    | Jonathan Carlsbogård (35,85 %)       | TBV Lemgo              | Kevin Møller (22,47 %), Christoph Steinert (12,41 %), Marcel Schiller (9 %), Jannik Kohlbacher (8,02 %), Hans Lindberg (7,34 %), Jacob Holm (4,92 %)                    |
| 2021/22 | Oktober        | Deutschland | Finn Zecher (38,2 %)                 | TBV Lemgo              | Lukas Hutecek (15,6 %), Niclas Ekberg (15,5 %), Hampus Wanne (9,7 %), Ómar Ingi Magnússon (9,5 %), Michael Damgaard (7,3 %), Gedeón Guardiola (4,2 %)                   |
| 2021/22 | November       | Schweiz     | Lenny Rubin (42,9 %)                 | HSG Wetzlar            | Niklas Landin (30,7 %), Bjarki Már Elísson (13,1 %), Ómar Ingi Magnússon (6,4 %), Mads Mensah Larsen (3,1 %), Jannik Kohlbacher (2,4 %), Hans Lindberg (1,4 %)          |
| 2021/22 | Dezember       | Deutschland | Valentin Spohn (38,5 %)              | TuS N-Lübbecke         | Malte Semisch (27 %), Sebastian Firnhaber (12,3 %), Stefan Čavor (7,6 %), Niclas Ekberg (6,4 %), Uwe Gensheimer (4,7 %), Domagoj Pavlović (3,5 %)                       |
| 2021/22 | Februar        | Danemark    | Casper Mortensen (51,32 %)           | HSV Hamburg            | Niclas Ekberg (13,89 %), Johannes Golla (11,96 %), Ómar Ingi Magnússon (10,55 %), Nebojša Simić (5,9 %), Andy Schmid (4,56 %), Simon Jeppsson (2,33 %)                  |
| 2021/22 | März           | Deutschland | Hendrik Pekeler (34,8 %)             | THW Kiel               | Jim Gottfridsson (26,8 %), Niclas Kirkeløkke (13,33 %), Sander Sagosen (8,1 %), Benjamin Burić (6,75 %), Hans Lindberg (5,6 %), Marcel Schiller (4,62 %)                |
| 2021/22 | April          | Danemark    | Jóhan Hansen (54,73 %)               | TSV Hannover-Burgdorf  | Hendrik Pekeler (26,14 %), Kevin Møller (5,46 %), Kai Häfner (4,67 %), Jim Gottfridsson (4,36 %), Simon Jeppsson (2,88 %), Hampus Wanne (1,75 %)                        |
| 2021/22 | Mai            | Island      | Ómar Ingi Magnússon (37,92 %)        | SC Magdeburg           | Sander Sagosen (23,58 %), Hans Lindberg (13,14 %), Tim Zechel (11,36 %), Emil Manfeldt Jakobsen (5,5 %), Jim Gottfridsson (4,38 %), Kevin Møller (4,13 %)               |
| 2021/22 | Juni           | Deutschland | Tim Zechel (45,89 %)                 | HC Erlangen            | Ómar Ingi Magnússon (35,8 %), Nikola Bilyk (8,02 %), Andy Schmid (5,05 %), Marcel Schiller (2,3 %), Hans Lindberg (1,72 %), Kevin Møller (1,21 %)                       |
| 2021/22 | Gesamte Saison | Island      | Ómar Ingi Magnússon (65,26 %)        | SC Magdeburg           | Johannes Golla (10,92 %), Hans Lindberg (10,79 %), Jim Gottfridsson (5,57 %), Simon Jeppsson (3,6 %), Kevin Møller (2,41 %), Hampus Wanne (1,45 %)                      |
| 2022/23 | September      | Deutschland | Lars Weissgerber (49,1 %)            | HSG Wetzlar            | Magnus Saugstrup (35,4 %), Dominik Mappes (5,4 %), Tomáš Mrkva (3,8 %), Eric Johansson (3,4 %), Mathias Gidsel (2,4 %), Marcel Schiller (0,6 %)                         |
| 2022/23 | Oktober        | Italien     | Domenico Ebner (71,28 %)             | TSV Hannover-Burgdorf  | Gísli Þorgeir Kristjánsson (18,99 %), Eric Johansson (3,77 %), Christopher Bissel (2,27 %), Mathias Gidsel (1,69 %), Hans Lindberg (1,27 %), Mijajlo Marsenić (0,73 %)  |
| 2022/23 | November       | Danemark    | Magnus Saugstrup (70,91 %)           | SC Magdeburg           | Jacob Lassen (14,67 %), Juri Knorr (5,65 %), Benjamin Burić (3,56 %), Hans Lindberg (2,16 %), Uwe Gensheimer (1,65 %), Lasse Andersson (1,4 %)                          |
| 2022/23 | Dezember       | Danemark    | Magnus Saugstrup (70,06 %)           | SC Magdeburg           | Emil Manfeldt Jakobsen (8,61 %), Juri Knorr (8,4 %), Andreas Bornemann (6,48 %), Hans Lindberg (3,15 %), Adam Morawski (1,81 %), Lasse Kjær Møller (1,48 %)             |
| 2022/23 | Februar        | Niederlande | Kay Smits (64,8 %)                   | SC Magdeburg           | Aaron Mensing (14,73 %), Luca Witzke (11,21 %), Johannes Golla (2,74 %), Miloš Vujović (2,61 %), Patrick Groetzki (2,39 %), Kevin Møller (1,52 %)                       |
| 2022/23 | März           | Schweiz     | Maximilian Gerbl (50,3 %)            | TSV Hannover-Burgdorf  | Kay Smits (33,4 %), Gísli Þorgeir Kristjánsson (7,5 %), Aaron Mensing (6,3 %), Johannes Golla (1,6 %), Christopher Rudeck (0,6 %), Noah Beyer (0,4 %)                   |
| 2022/23 | April          | Niederlande | Kay Smits (78,1 %)                   | SC Magdeburg           | Robert Weber (5,2 %), Savvas Savvas (4,1 %), Marcel Schiller (3,7 %), Adam Morawski (3,6 %), Linus Arnesson (2,7 %), Johannes Golla (2,6 %)                             |
| 2022/23 | Mai            | Deutschland | Leif Tissier (43,73 %)               | HSV Hamburg            | Elliði Snær Viðarsson (25,47 %), Tim Nothdurft (8,23 %), Josip Šarac (6,03 %), Kevin Møller (5,77 %), Mathias Gidsel (5,55 %), Patrick Wiesmach (5,22 %)                |
| 2022/23 | Gesamte Saison | Island      | Gísli Þorgeir Kristjánsson (48,62 %) | SC Magdeburg           | Niklas Landin (24 %), Samuel Zehnder (14,32 %), Johannes Golla (4,65 %), Aaron Mensing (3,39 %), Hans Lindberg (2,53 %), Mathias Gidsel (2,49 %)                        |
| 2023/24 | September      | Schweden    | Felix Claar (67,24 %)                | SC Magdeburg           | Moritz Preuss (14,17 %), Joel Birlehm (6,16 %), Mathias Gidsel (5,38 %), Lasse Andersson (3,14 %), Hans Lindberg (2,46 %), Daniel Fernández Jiménez (1,45 %)            |
| 2023/24 | Oktober        | Belarus     | Uladsislau Kulesch (39,7 %)          | TSV Hannover-Burgdorf  | Rune Dahmke (17 %), Mathias Gidsel (13,3 %), Tim Suton (10,1 %), Timo Kastening (9,3 %), Samir Bellahcene (8,7 %), Mijajlo Marsenić (1,9 %)                             |
| 2023/24 | November       | Schweden    | Felix Claar (44,83 %)                | SC Magdeburg           | Justus Fischer (44,81 %), Mathias Gidsel (3,15 %), Kevin Møller (2,45 %), Lasse Kjær Møller (1,92 %), Timo Kastening (1,69 %), Vincent Büchner (1,14 %)                 |
| 2023/24 | Dezember       | Danemark    | Magnus Saugstrup (72,9 %)            | SC Magdeburg           | Niclas Ekberg (9,7 %), Benjamin Burić (6,9 %), Mathias Gidsel (4,3 %), Lasse Andersson (2,7 %), Dominik Mappes (2 %), Marcel Schiller (1,5 %)                           |
| 2023/24 | Februar        | Deutschland | Tim Hornke (41,9 %)                  | SC Magdeburg           | Domenico Ebner (25,8 %), Magnus Saugstrup (15,0 %), Manuel Zehnder (7,2 %), Eric Johansson (4,5 %), Casper Mortensen (4,2 %), Viggó Kristjánsson (4,2 %)                |
| 2023/24 | März           | Italien     | Domenico Ebner (55,7 %)              | SC DHfK Leipzig        | Johannes Golla (23,0 %), Ole Pregler (9,0 %), Mathias Gidsel (6,7 %), Lasse Kjær Møller (2,1 %), Hans Lindberg (1,9 %), Noah Beyer (1,7 %)                              |
| 2023/24 | April          | Danemark    | Magnus Saugstrup (69,7 %)            | SC Magdeburg           | Marko Grgić (13,4 %), Mathias Gidsel (7,2 %), Emil Manfeldt Jakobsen (3,0 %), Luca Witzke (2,5 %), Domen Novak (2,4 %), Mikael Appelgren(1,8 %)                         |
| 2023/24 | Mai            | Island      | Ómar Ingi Magnússon (66,7 %)         | SC Magdeburg           | Eric Johansson (8,1 %), Lukas Zerbe (6,7 %), Manuel Zehnder (5,4 %), Till Klimpke (5,2 %), Johannes Golla (4 %), David Móré (3,8 %)                                     |
| 2023/24 | Gesamte Saison | Danemark    | Magnus Saugstrup (41,9 %)            | SC Magdeburg           | Felix Claar (22,4 %), Mathias Gidsel (14,0 %), Eric Johansson (9,2 %), Mikael Appelgren (4,8 %), Hans Lindberg (4,7 %), Casper Mortensen (3,1 %)                        |
| 2024/25 | September      | Deutschland | Justus Fischer (59,4 %)              | TSV Hannover-Burgdorf  | David Späth (12,7 %), Mathias Gidsel (9,2 %), Frederik Bo Andersen (6,7 %), Eric Johansson (4,3 %), Tim Freihöfer (4,0 %), Luca Witzke (3,7 %)                          |
| 2024/25 | Oktober        | Deutschland | Justus Fischer (41,1 %)              | TSV Hannover-Burgdorf  | Renārs Uščins (18,6 %), Constantin Möstl (15,2 %), Lasse Bredekjær Andersson (13 %), Domagoj Duvnjak (8,1 %), Moritz Strosack (2,4 %), Daniel Fernández Jiménez (1,7 %) |
| 2024/25 | November       | Deutschland | Justus Fischer (46,1 %)              | TSV Hannover-Burgdorf  | Marko Grgić (20,3 %), Leif Tissier (13,6 %), Emil Manfeldt Jakobsen (10,9 %), Dominik Kuzmanović (4,7 %), Ivan Martinović (3,5 %), Jorge Serrano Villalobos (0,9 %)     |
| 2024/25 | Dezember       | Deutschland | Marko Grgić (46,1 %)                 | ThSV Eisenach          | Marius Steinhauser (17,9 %), Johannes Golla (8,8 %), Domagoj Duvnjak (6,9 %), Andreas Wolff (5,3 %), Mathias Gidsel (4,8 %), Tim Freihöfer (2,3 %)                      |
| 2024/25 | Februar        | Deutschland | Marko Grgić (35,4 %)                 | ThSV Eisenach          | Magnus Saugstrup (18,9 %), Matthias Musche (17,7 %), Mathias Gidsel (13,4 %), Gísli Þorgeir Kristjánsson (8,1 %), Domenico Ebner (5,0 5), Domen Novak (1,5 %)           |
| 2024/25 | März           | Deutschland | Miro Schluroff (44,8 %)              | VfL Gummersbach        | Emil Wernsdorf Madsen (16,7 %), Lukas Lindhard Jørgensen (13,2 %), Emil Manfeldt Jakobsen (11,4 %), Tim Suton (9,5 %), Tomáš Mrkva (2,4 %), Gonzalo Pérez Arce (2,0 %)  |
| 2024/25 | April          | Danemark    | Magnus Saugstrup (42,7 %)            | SC Magdeburg           | Mathias Gidsel (20,8 %), Frederik Bo Andersen (9,5 %), Eric Johansson (9,4 %), Emil Manfeldt Jakobsen (8,0 %), Nebojša Simić (7,1 %), Erik Balenciaga (2,3 %)           |
| 2024/25 | Mai            | Danemark    | Magnus Saugstrup (41,5 %)            | SC Magdeburg           | Mathias Gidsel (37,2 %), Elias Newel (7,5 %), Emil Manfeldt Jakobsen (6,4 %), Moritz Strosack (2,6 %), Lasse Kjær Møller (2,4 %), Kristian Sæverås (2,3 %)              |
| 2024/25 | Gesamte Saison | Danemark    | Mathias Gidsel (45,1 %)              | Füchse Berlin          | Marko Grgić (19,9 %), Andreas Wolff (13,2 %), Justus Fischer (10,1 %), Emil Manfeldt Jakobsen (5,5 %), Frederik Bo Andersen (4,7 %), Luca Witzke (1,5 %)                |

### Rankings

#### Spieler
- Platz: Nennt die Platzierung des Spielers innerhalb dieser Rangliste. Diese wird durch die Anzahl der Titel bestimmt. Bei gleicher Anzahl von Titeln wird nach Nominierungen sortiert.
- Name: Nennt den Namen des Spielers.
- Titel: Nennt die Anzahl der errungenen Titel als „Spieler des Monats“ oder „Spieler der Saison“.
- Nominierungen: Nennt die Anzahl der Nominierungen für einen Titel.
- Monate/Saisons: Nennt die Monate/Saisons, in denen die Titel gewonnen wurden.

| Platz | Name                       | Titel | Nominierungen | Monate/Saisons                                                                                |
| ----- | -------------------------- | ----- | ------------- | --------------------------------------------------------------------------------------------- |
| 1.    | Magnus Saugstrup           | 7     | 10            | November 2022, Dezember 2022, Dezember 2023, April 2024, Saison 2023/24, April 2025, Mai 2025 |
| 2.    | Ómar Ingi Magnússon        | 3     | 11            | Mai 2022, Saison 2021/22, Mai 2024                                                            |
| 3.    | Justus Fischer             | 3     | 5             | September 2024, Oktober 2024, November 2024                                                   |
| 4.    | Jim Gottfridsson           | 2     | 9             | April 2021, Saison 2020/21                                                                    |
| 5.    | Marko Grgić                | 2     | 5             | Dezember 2024, Februar 2025                                                                   |
| 6.    | Domenico Ebner             | 2     | 4             | Oktober 2022, März 2024                                                                       |
| 7.    | Kay Smits                  | 2     | 3             | Februar 2023, April 2023                                                                      |
| 7.    | Felix Claar                | 2     | 3             | September 2023, November 2023                                                                 |
| 9.    | Mathias Gidsel             | 1     | 17            | Saison 2024/25                                                                                |
| 10.   | Marcel Schiller            | 1     | 10            | Februar 2021                                                                                  |
| 11.   | Sander Sagosen             | 1     | 5             | Dezember 2020                                                                                 |
| 12.   | Gísli Þorgeir Kristjánsson | 1     | 4             | Saison 2022/23                                                                                |
| 13.   | Jonathan Carlsbogård       | 1     | 3             | September 2021                                                                                |
| 13.   | Hendrik Pekeler            | 1     | 3             | März 2022                                                                                     |
| 13.   | Casper Mortensen           | 1     | 3             | Februar 2022                                                                                  |
| 16.   | Vincent Büchner            | 1     | 2             | Juni 2021                                                                                     |
| 16.   | Robert Weber               | 1     | 2             | Oktober 2020                                                                                  |
| 16.   | Tim Zechel                 | 1     | 2             | Juni 2022                                                                                     |
| 16.   | Viggó Kristjánsson         | 1     | 2             | November 2020                                                                                 |
| 16.   | Leif Tissier               | 1     | 2             | Mai 2023                                                                                      |
| 21.   | Florian Billek             | 1     | 1             | März 2021                                                                                     |
| 21.   | Maximilian Gerbl           | 1     | 1             | März 2023                                                                                     |
| 21.   | Jóhan Hansen               | 1     | 1             | April 2022                                                                                    |
| 21.   | Lucas Krzikalla            | 1     | 1             | Mai 2021                                                                                      |
| 21.   | Uladsislau Kulesch         | 1     | 1             | Oktober 2023                                                                                  |
| 21.   | Lenny Rubin                | 1     | 1             | November 2021                                                                                 |
| 21.   | Valentin Spohn             | 1     | 1             | Dezember 2021                                                                                 |
| 21.   | Lars Weissgerber           | 1     | 1             | September 2022                                                                                |
| 21.   | Finn Zecher                | 1     | 1             | Oktober 2021                                                                                  |
| 21.   | Tim Hornke                 | 1     | 1             | Februar 2024                                                                                  |
| 21.   | Miro Schluroff             | 1     | 1             | März 2025                                                                                     |

Spieler mit mindestens 8 Nominierungen und noch ohne Titel: Hans Lindberg (15), Johannes Golla (10), Kevin Møller (8), Emil Manfeldt Jakobsen (8)

#### Vereine
- Platz: Nennt die Platzierung der Mannschaft innerhalb dieser Rangliste. Diese wird durch die Anzahl der Titel bestimmt.
- Name: Nennt den Namen des Vereins.
- Titel: Nennt die Anzahl der errungenen Titel als „Spieler des Monats“ oder „Spieler der Saison“.
- Monate/Saisons: Nennt die Monate/Saisons, in denen die Titel gewonnen wurden.

| Platz | Name                   | Titel | Monate/Saisons |
| ----- | ---------------------- | ----- | --- |
| 1.    | SC Magdeburg           | 16    | Mai 2022, Saison 2021/22, November 2022, Dezember 2022, Februar 2023, April 2023, Saison 2022/23, September 2023, November 2023, Dezember 2023, Februar 2024, April 2024, Mai 2024, Saison 2023/24, April 2025, Mai 2025 |
| 2.    | TSV Hannover-Burgdorf  | 8     | Juni 2021, April 2022, Oktober 2022, März 2023, Oktober 2023, September 2024, Oktober 2024, November 2024 |
| 3.    | THW Kiel               | 2     | Dezember 2020, März 2022 |
| 3.    | TBV Lemgo              | 2     | September 2021, Oktober 2021 |
| 3.    | SG Flensburg-Handewitt | 2     | April 2021, Saison 2020/21 |
| 3.    | HSV Hamburg            | 2     | Februar 2022, Mai 2023 |
| 3.    | HSG Wetzlar            | 2     | November 2021, September 2022 |
| 3.    | SC DHfK Leipzig        | 2     | Mai 2021, März 2024 |
| 3.    | ThSV Eisenach          | 2     | Dezember 2024, Februar 2025 |
| 10.   | TVB Stuttgart          | 1     | November 2020 |
| 10.   | TuS N-Lübbecke         | 1     | Dezember 2021 |
| 10.   | HSG Nordhorn-Lingen    | 1     | Oktober 2020 |
| 10.   | HSC Coburg             | 1     | März 2021 |
| 10.   | HC Erlangen            | 1     | Juni 2022 |
| 10.   | Frisch Auf Göppingen   | 1     | Februar 2021 |
| 10.   | VfL Gummersbach        | 1     | März 2025 |
| 10.   | Füchse Berlin          | 1     | Saison 2024/25 |

#### Nationalität
- Platz: Nennt die Platzierung des Landes innerhalb dieser Rangliste. Diese wird durch die Anzahl der Titel bestimmt. Bei gleicher Anzahl von Titeln wird alphabetisch sortiert.
- Land: Nennt das Land.
- Anzahl: Nennt die Anzahl der errungenen Titel.

| Platz | Land        | Anzahl |
| ----- | ----------- | ------ |
| 1.    | Deutschland | 17     |
| 2.    | Dänemark    | 10     |
| 3.    | Schweden    | 5      |
| 3.    | Island      | 5      |
| 5.    | Schweiz     | 2      |
| 5.    | Niederlande | 2      |
| 5.    | Italien     | 2      |
| 8.    | Österreich  | 1      |
| 8.    | Norwegen    | 1      |
| 8.    | Belarus     | 1      |

## 2. Bundesliga

### Gewinner
In Klammern jeweils das Ergebnis der Abstimmung.
| Saison  | Monat          | Nat.         | Spieler                            | Verein               | Kandidaten |
| ------- | -------------- | ------------ | ---------------------------------- | -------------------- | --- |
| 2020/21 | Oktober        | Deutschland  | Philip Ambrosius (55,1 %)          | Dessau-Roßlauer HV   | Jakub Hrstka (20 %), Sebastian Greß (19,9 %), Tom Wolf (5 %) (3 nominierte Spieler fehlen!)                                                                               |
| 2020/21 | November       | Deutschland  | Vincent Sohmann (60,92 %)          | Dessau-Roßlauer HV   | Leif Tissier (32,98 %), Julius Lindskog Andersson (3,31 %), Matthias Puhle (2,79 %) (3 nominierte Spieler fehlen!)                                                        |
| 2020/21 | Dezember       | Deutschland  | Leif Tissier (44,3 %)              | HSV Hamburg          | Nils Kretschmer (39,5 %), Jakub Hrstka (6,9 %), Michael Schulz (4 %), Matthias Puhle (1,8 %), Christian Schäfer (1,8 %), Janko Božović (0,6 %)                            |
| 2020/21 | Februar        | Deutschland  | Niklas Weller (52 %)               | HSV Hamburg          | Tom Wolf (33 %), Philip Ambrosius (11 %), Vedran Delic (2 %), Sven Wesseling (1 %), Tom Jansen (0,5 %), Christian Schäfer (0,5 %)                                         |
| 2020/21 | März           | Deutschland  | Niklas Weller (64 %)               | HSV Hamburg          | Leif Tissier (10 %), Ivan Šnajder (8 %), Tobias Schwolow (6 %), Lukas Wucherpfennig (5 %), Marino Mallwitz (5 %), Andre Meuser (2 %)                                      |
| 2020/21 | April          |              |                                    |                      | |
| 2020/21 | Mai            | Deutschland  | Leif Tissier (28,9 %)              | HSV Hamburg          | Mattis Michel (24,9 %), Lukas Blohme (16,7 %), Erik Töpfer (11,5 %), Aron Czako (8,6 %), Steffen Kaufmann (5,7 %), Julian Köster (3,7 %)                                  |
| 2020/21 | Juni           | Deutschland  | Niklas Weller (42 %)               | HSV Hamburg          | Merten Krings (22 %), Savvas Savvas (14 %), Jo Gerrit Genz (11 %), Lukas Wucherpfennig (9 %), Tom Skroblien (2 %), Aljosa Rezar (2 %)                                     |
| 2020/21 | Gesamte Saison | Deutschland  | Niklas Weller (42 %)               | HSV Hamburg          | Leif Tissier (18 %), Christian Schäfer (12 %), Mathias Puhle (5 %), Tom Skroblien (4 %), Sebastian Greß (3 %), Jo Gerrit Genz (2 %)                                       |
| 2021/22 | September      | Deutschland  | Daniel Fontaine (32 %)             | HSG Nordhorn-Lingen  | Dominik Mappes (24 %), Robert Weber (16 %), Dirk Holzner (15 %), Janko Božović (5 %), Martin Juzbašić (5 %), Julian Renninger (3 %)                                       |
| 2021/22 | Oktober        | Deutschland  | Jonas Thümmler (51 %)              | HC Empor Rostock     | Jan Pretzewofsky (14 %), Dominik Mappes (13 %), Marino Mallwitz (8 %), Hákon Daði Styrmisson (5 %), Savvas Savvas (5 %), Tom Jansen (3 %)                                 |
| 2021/22 | November       | Deutschland  | Nils Torbrügge (48 %)              | HSG Nordhorn-Lingen  | Maurice Paske (32 %), Jakub Hrstka (4,5 %), Dominik Mappes (4,3 %), Tim Rozman (4,1 %), Julian Köster (4,1 %), Robert Weber (3 %)                                         |
| 2021/22 | Dezember       | Deutschland  | Maurice Paske (39 %)               | TV Emsdetten         | Florian Billek (27 %), Niklas Theiß (22 %), Robin Breitenfeldt (8 %), Julian Köster (2 %), Jakub Hrstka (2 %), Elliði Snær Viðarsson (1 %)                                |
| 2021/22 | Februar        | Kroatien     | Josip Ereš (48,59 %)               | TuS Ferndorf         | Valentino Duvancic (32,32 %), Hendrik Wagner (4,67 %), Ian Weber (4,53 %), Tom Jansen (3,59 %), Lucas Puhl (3,23 %), Noah Beyer (3,07 %)                                  |
| 2021/22 | März           | Deutschland  | Maurice Paske (49,08 %)            | TV Emsdetten         | Fynn Hangstein (26,79 %), Jan von Boenigk (26,79 %), Jonathan Fischer (5,82 %), Juan de la Peña (4,66 %), Lukas Blohme (3,52 %), Noah Beyer (3,27 %)                      |
| 2021/22 | April          | Kroatien     | Dino Corak (44,12 %)               | TV Großwallstadt     | Robert Weber (29,89 %), Jo Gerrit Genz (9,66 %), Raul Santos (7,63 %), Mario Huhnstock (3,55 %), Dominik Mappes (2,04 %), Savvas Savvas (2,04 %)                          |
| 2021/22 | Mai            | Deutschland  | Philip Jungemann (43,51 %)         | HC Elbflorenz        | Florian Billek (38,9 %), Erik Töpfer (13,13 %), Niklas Theiß (2,33 %), Matěj Klíma (1,15 %), Georg Pöhle (0,58 %), Noah Beyer (0,4 %)                                     |
| 2021/22 | Juni           | Deutschland  | Sebastian Greß (71,54 %)           | HC Elbflorenz        | Lukas Blohme (12,3 %), Rutger ten Velde (6,36 %), Sveinbjörn Petursson (4,77 %), Pouya Norouzi Nezhad (2,05 %), Jan Schäffer (1,96 %), Stefan Salger (1,04 %)             |
| 2021/22 | Gesamte Saison | Deutschland  | Dominik Mappes (41,39 %)           | TV Hüttenberg        | Julian Köster (26,19 %), Jonathan Fischer (12,77 %), Marino Mallwitz (9,96 %), Florian Billek (4,28 %), Noah Beyer (2,98 %), Tom Jansen (2,42 %)                          |
| 2022/23 | September      | Spanien      | Jaime Fernández Fernández (41,5 %) | HSG Nordhorn-Lingen  | Florian Billek (28,11 %), Jannek Klein (16,08 %), Ian Weber (6,21 %), Christian Ole Simonsen (3,72 %), Ihor Turtschenko (2,5 %), Maximilian Haider (1,88 %)               |
| 2022/23 | Oktober        | Deutschland  | Oliver Seidler (67,68 %)           | Wölfe Würzburg       | Timo Löser (13,83 5), Lukas Wucherpfennig (7,43 %), Max Horner (4,46 %), Tom Skroblien (3,02 %), Fredrik Genz (1,95 %), Eloy Morante Maldonado (1,63 %)                   |
| 2022/23 | November       | Spanien      | Juan de la Peña (37,72 %)          | SG BBM Bietigheim    | Philipp Vorlicek (28,84 %), Lukas Diedrich (9,86 %), Jan-Eric Speckmann (6,35 %), Christian Schäfer (6,27 %), Fynn Hangstein (6,15 %), Felix Danner (4,81 %)              |
| 2022/23 | Dezember       | Niederlande  | Bart Ravensbergen (41,5 %)         | HSG Nordhorn-Lingen  | Patrick Gempp (39,81 %), Valentin Schmidt (3,05 %), Oddur Grétarsson (2,98 %), Fynn Hangstein (2,39 %), Alexander Falk (2,07 %), Alexander Saul (2,01 %)                  |
| 2022/23 | Februar        | Deutschland  | Christian Schäfer (57,19 %)        | SG BBM Bietigheim    | Oliver Seidler (41,26 %), Vincent Sohmann (0,68 %), Oddur Grétarsson (0,34 %), Andreas Wieser (0,22 %), Steffen Kaufmann (0,19 %), Ihor Turtschenko (0,11 %)              |
| 2022/23 | März           | Griechenland | Petros Boukovinas (46,8 %)         | TV Großwallstadt     | Christian Wilhelm (31,3 %), Ian Weber (10,3 %), Max Beneke (4,7 %), Rutger ten Velde (3 %), Pouya Norouzi Nezhad (3 %), Peter Strosack (1 %)                              |
| 2022/23 | April          | Deutschland  | Timo Löser (53,52 %)               | Dessau-Roßlauer HV   | Petros Boukovinas (41,5 %), Willy Weyhrauch (2,26 %), Jan-Eric Speckmann (1,42 %), Ian Weber (0,53 %), Steffen Kaufmann (0,43 %), Aron Seesing (0,34 %)                   |
| 2022/23 | Mai            | Deutschland  | Christian Schäfer (43,3 %)         | SG BBM Bietigheim    | Fynn Hangstein (23,4 %), Ivar Stavast (16,3 %), Leon Ciudad Benitez (9,1 %), Max Beneke (5,8 %), Tim Schaller (1,7 %), Hennadij Komok (0,5 %)                             |
| 2022/23 | Gesamte Saison | Griechenland | Petros Boukovinas (44,3 %)         | TV Großwallstadt     | Christian Schäfer (34,6 %), Patrick Gempp (7,1 %), Juan de la Peña (5,3 %), Fynn Hangstein (4 %), Oddur Grétarsson (2,8 %), Max Beneke (1,9 %)                            |
| 2023/24 | September      | Deutschland  | Lukas Wucherpfennig (44,1 %)       | HC Elbflorenz        | Malte Semisch (16,6 %), Kian Schwarzer (11,2 %), Jonathan Fischer (10,2 %), Adrian Kammlodt (10 %), Jannek Klein (4 %), Benedek Eles (3,8 %)                              |
| 2023/24 | Oktober        | Deutschland  | Alexander Pfeifer (45,7 %)         | SG BBM Bietigheim    | Pierre Busch (39,6 %), Max Beneke (5,2 %), Vojtěch Patzel (3,9 %), Dino Corak (3 %), Kristian van der Merwe (1,9 %), Mohamed Darmoul (0,7 %)                              |
| 2023/24 | November       | Deutschland  | Mex Raguse (45,6 %)                | Eulen Ludwigshafen   | Pierre Busch (27,2 %), Sebastian Greß (16,9 %), Jonathan Fischer (4,1 %), Max Beneke (2,1 %), Julius Dierberg (2,1 %), Kristian van der Merwe (2 %)                       |
| 2023/24 | Dezember       | Deutschland  | Pierre Busch (45,6 %)              | VfL Eintracht Hagen  | Björn Zintel (20,1 %), Jakub Hrstka (9,7 %), Milan Mazic (8,8 %), Dennis Klockmann (6,9 %), Adrian Kammlodt (4,4 %), Dominik Claus (4,4 %)                                |
| 2023/24 | Februar        | Deutschland  | Christian Schäfer (48,6 %)         | SG BBM Bietigheim    | Timo Löser (15,3 %), Josip Šimić (10,2 %), Fynn Hangstein (8,5 %), Jan von Boenigk (8,5 %), Marcos Vinicios Colodeti (5,2 %), Jakub Hrstka (3,8 %)                        |
| 2023/24 | März           | Deutschland  | Oliver Seidler (54,1 %)            | HC Elbflorenz        | Timo Löser (16,4 %), Fynn Hangstein (10,2 %), Malte Semisch (7,0 %), Lennart Leitz (4,6 %), Hákon Daði Styrmisson (4,0 %), Max Beneke (3,6 %)                             |
| 2023/24 | April          | Deutschland  | Christian Schäfer (50,5 %)         | SG BBM Bietigheim    | Nils Homscheid (22,3 %), Timo Löser (13,0 %), Leon Ciudad Benitez (4,2 %), Dennis Klockmann (3,8 %), Jakub Hrstka (3,8 %), Max Beneke (3,0 %)                             |
| 2023/24 | Mai            | Deutschland  | Jasper Bruhn (45 %)                | VfL Lübeck-Schwartau | Maximilian Lux (28,4 %), Janik Schrader (12,9 %), Tim Schaller (8 %), Timo Löser (4,3 %), Mark Ferjan (0,8 %), Josip Šimić (0,7 %)                                        |
| 2023/24 | Gesamte Saison | Deutschland  | Christian Schäfer (60,5 %)         | SG BBM Bietigheim    | Timo Löser (26,2 %), Jonathan Fischer (6,6 %), Max Beneke (2,7 %), Fabian Huesmann (2,4 %), Kristian van der Merwe (1,0 %), Fynn Hangstein (0,7 %)                        |
| 2024/25 | September      | Deutschland  | Simon Böhne (41,9 %)               | TV Hüttenberg        | Jakub Štěrba (31,1 %), Nils Kretschmer (12,4 %), Janik Schrader (6,7 %), Noah Beyer (3,7 %), Nikita Pliuto (2,8 %), Niklas Theiß (1,3 %)                                  |
| 2024/25 | Oktober        | Deutschland  | Jesper Schmidt (39,8 %)            | HSC 2000 Coburg      | Jānis Pavels Valkovskis (28,7 %), Marcos Vinicios Colodeti (10,4 %), Sascha Pfattheicher (10,2 %), Yonatan Dayan (7,7 %), Jan von Boenigk (2,7 %), Bartłomiej Bis (0,6 %) |
| 2024/25 | November       | Deutschland  | Oliver Seidler (49,6 %)            | HC Elbflorenz        | Sebastian Greß (19,8 %), Tristan Kirschner (8,6 %), Alexander Weck (6,7 %), Kristian van der Merwe (5,9 %), Noah Beyer (5,8 %), Alexander Mitrović (3,5 %)                |
| 2024/25 | Dezember       | Deutschland  | Marc-Robin Eisel (41,05 %)         | Eulen Ludwigshafen   | Kristian van der Merwe (39,14 %), David Kuntscher (10,93 %), Florian Kranzmann (2,98 %), Doruk Pehlivan (2,92 %), Sascha Pfattheicher (1,68 %), Jonas Stüber (1,3 %)      |
| 2024/25 | Februar        | Deutschland  | Julius Dierberg (32,9 %)           | HC Elbflorenz        | Eloy Morante Maldonado (30,2 %), Pascal Bochmann (18,5 %), Aron Seesing (10,8 %), Sven Wesseling (3,2 %), Tim Roman Wieling (2,7 %), Jan von Boenigk (1,8 %)              |
| 2024/25 | März           | Deutschland  | Nils Homscheid (34,2 %)            | TUSEM Essen          | Tobias Heinzelmann (18,4 %), Noah Beyer (14,6 %), Christopher Rudeck (11,4 %), Alexander Weck (9,5 %), Sascha Pfattheicher (7 %), Philipp Vorlicek (5,1 %)                |
| 2024/25 | April          | Deutschland  | Merlin Fuß (35,5 %)                | HSC 2000 Coburg      | Aron Seesing (26,3 %), Nils Homscheid (12,0 %), Peter Strosack (10,1 %), Mats Grupe (8,8 %), Florian Kranzmann (6,0 %), Alexander Weck (1,4 %)                            |
| 2024/25 | Mai            | Deutschland  | Paul Holzhacker (37,6 %)           | VfL Lübeck-Schwartau | Nils Homscheid (21,3 %), Malte Semisch (14,6 %), Florian Drosten (8,2 %), Sören Steinhaus (7,2 %), Jan Schmidt (6 %), Andreas Bornemann (5 %)                             |
| 2024/25 | Gesamte Saison | Deutschland  | Eloy Morante Maldonado (33,3 %)    | Bergischer HC        | Alexander Weck (16,1 %), Malte Semisch (15,7 %), Aron Seesing (12,4 %), Jan von Boenigk (9,3 %), Sascha Pfattheicher (9,1 %), Noah Beyer (4,1 %)                          |

### Rankings

#### Spieler
- Platz: Nennt die Platzierung der Mannschaft innerhalb dieser Rangliste. Diese wird durch die Anzahl der Titel bestimmt. Bei gleicher Anzahl von Titeln wird nach Nominierungen sortiert.
- Name: Nennt den Namen des Spielers.
- Titel: Nennt die Anzahl der errungenen Titel als „Spieler des Monats“ oder „Spieler der Saison“.
- Nominierungen: Nennt die Anzahl der Nominierungen für einen Titel.
- Monate/Saisons: Nennt die Monate/Saisons, in denen die Titel gewonnen wurden.

| Platz | Name                      | Titel | Nominierungen | Monate/Saisons                                                   |
| ----- | ------------------------- | ----- | ------------- | ---------------------------------------------------------------- |
| 1.    | Christian Schäfer         | 5     | 10            | Februar 2023, Mai 2023, Februar 2024, April 2024, Saison 2023/24 |
| 2.    | Niklas Weller             | 4     | 4             | Februar 2021, März 2021, Juni 2021, Saison 2020/21               |
| 3.    | Oliver Seidler            | 3     | 4             | Oktober 2022, März 2024, November 2024                           |
| 4.    | Leif Tissier              | 2     | 5             | Dezember 2020, Mai 2021                                          |
| 5.    | Petros Boukovinas         | 2     | 3             | März 2023, Saison 2022/23                                        |
| 5.    | Maurice Paske             | 2     | 3             | Dezember 2021, März 2022                                         |
| 7.    | Timo Löser                | 1     | 7             | April 2023                                                       |
| 8.    | Dominik Mappes            | 1     | 5             | Saison 2021/22                                                   |
| 8.    | Sebastian Greß            | 1     | 5             | Juni 2022                                                        |
| 10.   | Lukas Wucherpfennig       | 1     | 4             | September 2023                                                   |
| 10.   | Nils Homscheid            | 1     | 4             | März 2025                                                        |
| 12.   | Pierre Busch              | 1     | 3             | Dezember 2023                                                    |
| 12.   | Juan de la Peña           | 1     | 3             | November 2022                                                    |
| 12.   | Eloy Morante Maldonado    | 1     | 3             | Saison 2024/25                                                   |
| 15.   | Philip Ambrosius          | 1     | 2             | Oktober 2020                                                     |
| 15.   | Dino Corak                | 1     | 2             | April 2022                                                       |
| 15.   | Vincent Sohmann           | 1     | 2             | November 2020                                                    |
| 15.   | Julius Dierberg           | 1     | 2             | Februar 2025                                                     |
| 19.   | Josip Ereš                | 1     | 1             | Februar 2022                                                     |
| 19.   | Jaime Fernández Fernández | 1     | 1             | September 2022                                                   |
| 19.   | Daniel Fontaine           | 1     | 1             | September 2021                                                   |
| 19.   | Philip Jungemann          | 1     | 1             | Mai 2022                                                         |
| 19.   | Alexander Pfeifer         | 1     | 1             | Oktober 2023                                                     |
| 19.   | Mex Raguse                | 1     | 1             | November 2023                                                    |
| 19.   | Bart Ravensbergen         | 1     | 1             | Dezember 2022                                                    |
| 19.   | Jonas Thümmler            | 1     | 1             | Oktober 2021                                                     |
| 19.   | Nils Torbrügge            | 1     | 1             | November 2021                                                    |
| 19.   | Jasper Bruhn              | 1     | 1             | Mai 2024                                                         |
| 19.   | Simon Böhne               | 1     | 1             | September 2024                                                   |
| 19.   | Jesper Schmidt            | 1     | 1             | Oktober 2024                                                     |
| 19.   | Marc-Robin Eisel          | 1     | 1             | Dezember 2024                                                    |
| 19.   | Merlin Fuß                | 1     | 1             | April 2025                                                       |
| 19.   | Paul Holzhacker           | 1     | 1             | Mai 2025                                                         |

Spieler mit mindestens sieben Nominierungen und noch ohne Titel: Fynn Hangstein (8), Noah Beyer (8), Jakub Hrstka (7), Max Beneke (7)

#### Vereine
- Platz: Nennt die Platzierung des Spielers innerhalb dieser Rangliste. Diese wird durch die Anzahl der Titel bestimmt.
- Name: Nennt den Namen des Vereins.
- Titel: Nennt die Anzahl der errungenen Titel als „Spieler des Monats“ oder „Spieler der Saison“.
- Monate/Saisons: Nennt die Monate/Saisons, in denen die Titel gewonnen wurden.

| Platz | Name                 | Titel | Monate/Saisons                                                                                |
| ----- | -------------------- | ----- | --------------------------------------------------------------------------------------------- |
| 1.    | SG BBM Bietigheim    | 7     | November 2022, Februar 2023, Mai 2023, Oktober 2023, Februar 2024, April 2024, Saison 2023/24 |
| 2.    | HSV Hamburg          | 6     | Dezember 2020, Februar 2021, März 2021, Mai 2021, Juni 2021, Saison 2020/21                   |
| 2.    | HC Elbflorenz        | 6     | Mai 2022, Juni 2022, September 2023, März 2024, November 2024, Februar 2025                   |
| 4.    | HSG Nordhorn-Lingen  | 4     | September 2021, November 2021, September 2022, Dezember 2022                                  |
| 5.    | Dessau-Roßlauer HV   | 3     | Oktober 2020, November 2020, April 2023                                                       |
| 5.    | TV Großwallstadt     | 3     | April 2022, März 2023, Saison 2022/23                                                         |
| 7.    | TV Emsdetten         | 2     | Dezember 2021, März 2022                                                                      |
| 7.    | TV Hüttenberg        | 2     | Saison 2021/22, September 2024                                                                |
| 7.    | Eulen Ludwigshafen   | 2     | November 2023, Dezember 2024                                                                  |
| 7.    | HSC 2000 Coburg      | 2     | Oktober 2024, April 2025                                                                      |
| 7.    | VfL Lübeck-Schwartau | 2     | Mai 2024, Mai 2025                                                                            |
| 12.   | HC Empor Rostock     | 1     | Oktober 2021                                                                                  |
| 12.   | TuS Ferndorf         | 1     | Februar 2022                                                                                  |
| 12.   | Wölfe Würzburg       | 1     | Oktober 2022                                                                                  |
| 12.   | VfL Eintracht Hagen  | 1     | Dezember 2023                                                                                 |
| 12.   | TUSEM Essen          | 1     | März 2025                                                                                     |
| 13.   | Bergischer HC        | 1     | Saison 2024/25                                                                                |

#### Nationalität
- Platz: Nennt die Platzierung des Landes innerhalb dieser Rangliste. Diese wird durch die Anzahl der Titel bestimmt. Bei gleicher Anzahl von Titeln wird alphabetisch sortiert.
- Land: Nennt das Land.
- Anzahl: Nennt die Anzahl der errungenen Titel.

| Platz | Land         | Anzahl |
| ----- | ------------ | ------ |
| 1.    | Deutschland  | 38     |
| 2.    | Griechenland | 2      |
| 2.    | Kroatien     | 2      |
| 2.    | Spanien      | 2      |
| 5.    | Niederlande  | 1      |